# Ataman, Syria
'Ataman (tiếng Ả Rập: عتمان), cũng đánh vần ′ Atman, Athman, Osmane hoặc Othman, là một ngôi làng ở miền nam Syria, một phần hành chính của Tỉnh Daraa, nằm cách Daraa 4 km về phía bắc. Các địa phương lân cận khác bao gồm al-Yadudah ở phía tây, Tafas ở phía tây bắc, Da'el ở phía bắc, Khirbet Ghazaleh ở phía đông bắc, al-Ghariyah al-Gharbiyah ở phía đông và al-Naimah ở phía đông. Theo Cục Thống kê Trung ương Syria, Ataman có dân số 8,929 người trong cuộc điều tra dân số năm 2004.

## Lịch sử
Trong sổ đăng ký thuế của Ottoman năm 1596, đó là một ngôi làng nằm ở nahiya của Butayna, Qada của Hawran, dưới tên Atman. Nó có dân số 29 hộ gia đình và 15 cử nhân, tất cả đều là người Hồi giáo. Họ đã trả mức thuế cố định 40% cho các sản phẩm nông nghiệp, bao gồm lúa mì, lúa mạch, vụ hè, dê và ong; tổng cộng 8.000 akçe.
Năm 1838, dưới thời Ottoman, Ataman được liệt kê là một khirba (ngôi làng hoang tàn hoặc hoang vắng) ở vùng Nukrah bởi học giả Eli Smith.

## Khảo cổ học
Ataman chứa một vài tàn tích cổ xưa đã bị cư dân chiếm đóng vào đầu thế kỷ 20. Theo các nhà phương Đông Enno Littmann và Howard Crosby Butler, Ataman có thể không phải là một thị trấn cổ, mà là "một nhóm cư dân tốt, hoặc biệt thự, với một ngôi mộ hoành tráng chung". Trong số những tàn tích đáng chú ý hơn là một cây cầu cổ và một lăng mộ lớn. Lăng bao gồm một tòa nhà bằng đá lớn đứng đầu bởi một cấu trúc hình vuông được xây dựng theo hình thức kiến trúc Corinth. Lăng là phần còn lại được bảo tồn nhiều nhất của Ataman. Ở phía bắc của tòa nhà là các cấu trúc đổ nát bao gồm các phần của cột cổ, cửa sổ lớn và các ô cửa.